# Blaise Matuidi
Blaise Matuidi (Toulouse, 9. travnja 1987.) umirovljeni je francuski nogometaš i reprezentaciju Francuske. Igrao je na poziciji središnjeg veznog igrača.
Smatra ga se "žestokim i snažnim igračem". Matuidi je započeo svoju nogometnu karijeru igrajući za amaterske klubove u regiji Île-de-France, kao što su US Fontenay-sous-Bois i CO Vincennois. Godine 1999. izabran je za prisustvovanje prestižnoj Clairefontaine akademiji. Nakon odlaska iz Clairefontainea, Matuidi se pridružio poluprofesionalnom klubu Créteil i proveo tri godine razvijajući se u omladinskoj akademiji kluba. Godine 2004. potpisao je za profesionalni klub Troyes i napravio svoj profesionalni debi u sezoni 2004.-'05. Nakon tri sezone s Troyesom, Matuidi se pridružio Saint-Étienneu, s kojim je po prvi put igrao u europskim natjecanjima u izdanju Kupa UEFA 2008.-'09. U sezoni 2009.-'10. postao je kapetan momčadi pod vodstvom trenera Alaina Perrina. U srpnju 2011., nakon četiri sezone sa Saint-Étienneom, Matuidi je prešao u Paris Saint-Germain na trogodišnji ugovor, a zatim u Juventus.
Matuidi je igrao za reprezentaciju Francuske u uzrastima do 19. i 21. godine. U kolovozu 2010., Matuidi je po prvi put pozvan u seniorsku reprezentaciju Francuske pod novim izbornikom Laurentom Blancom. Međunarodni je debi imao u rujnu 2010. godine u kvalifikacijskoj utakmici UEFA-e protiv Bosne i Hercegovine, a od tada je igrao na više Europskih i Svjetskih prvenstava, osvojivši medalju za drugo mjesto na Euru 2016. godine i prvo mjesto na Svjetskom prvenstvu dvije godine kasnije na domaćem terenu.